# Dagang Kelambir
Dagang Kelambir is een bestuurslaag in het regentschap Deli Serdang van de provincie Noord-Sumatra, Indonesië. Dagang Kelambir telt 3609 inwoners (volkstelling 2010).